# Синява (Житомирская область)
Синява (укр. Синява) — село на Украине, находится в Романовском районе Житомирской области.
Население по переписи 2001 года составляет 24 человека. Почтовый индекс — 13020. Телефонный код — 4146. Занимает площадь 30,6 км².

## Адрес местного совета
13020, Житомирская область, Романовский р-н, с.Ясногород, ул.Т.Шевченко, 48